# Jungle Man
Jungle Man è una canzone dei Red Hot Chili Peppers. Si tratta del primo singolo estratto dal loro secondo album in studio, Freaky Styley (1985).

## Descrizione
Pubblicata come singolo nel 1985, fu anche accompagnata da un video che mostrava riprese da concerti dei Red Hot Chili Peppers e di come si divertivano fuori stage.
La canzone fu scritta dal cantante Anthony Kiedis, e da lui dedicata al bassista Michael "Flea" Balzary.